# روبرت هيغز
روبرت هيغز (بالإنجليزية: Robert Higgs)‏ هو اقتصادي أمريكي، ولد في 1 فبراير 1944.